# Femtocelda

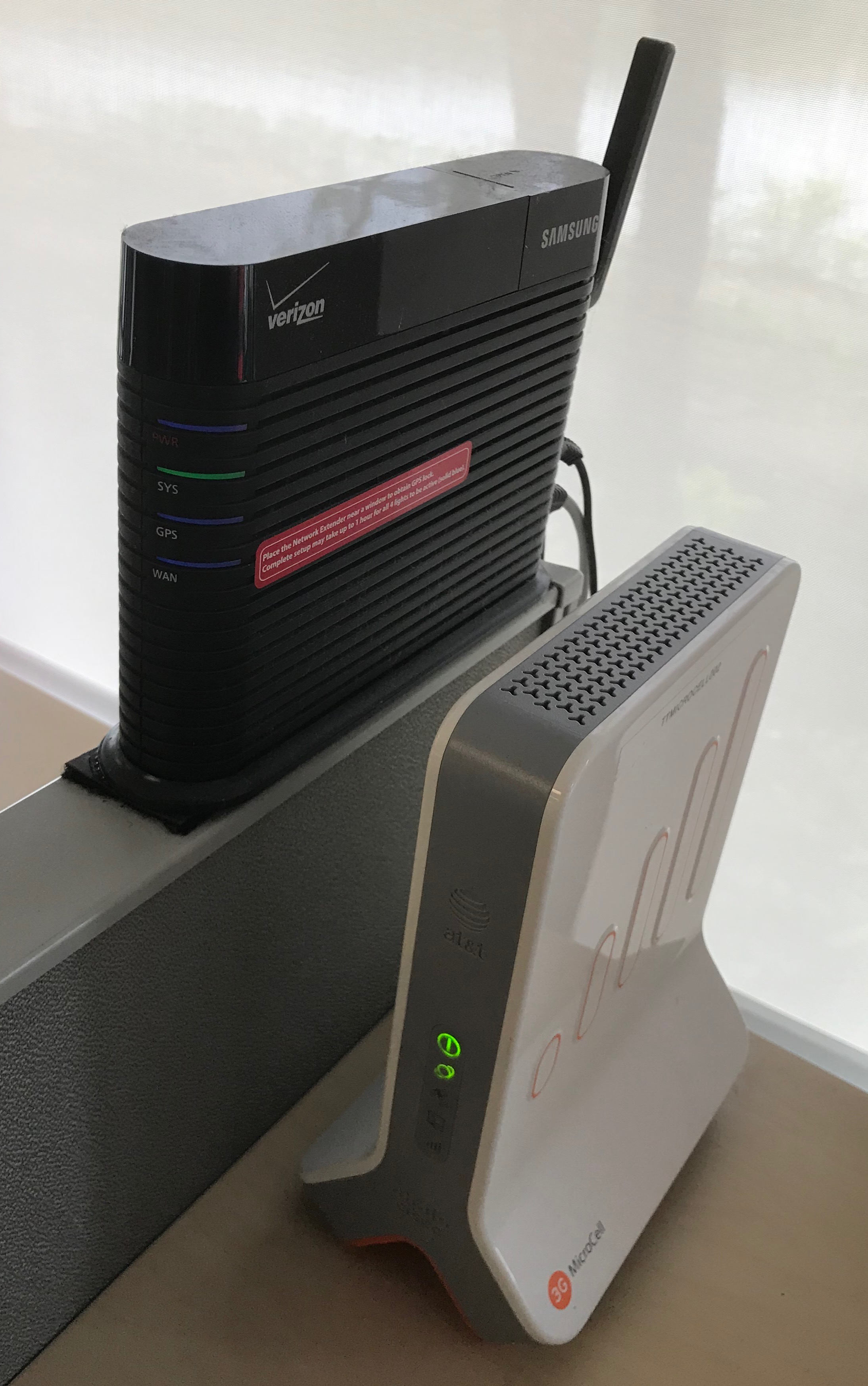

En telecomunicaciones, una femtocelda es una estación base pequeña en tamaño y potencia, diseñada para el uso en hogares o negocios. Normalmente, se conecta a la red del proveedor de servicio a través de una conexión de banda ancha cableada, típicamente DSL o cable. 
Una femtocelda permite a los operadores de servicio extender su cobertura en interiores, y además permite que se liberen canales de comunicación en las estaciones base cercanas a ella.
La femtocelda incorpora la funcionalidad de una típica estación base, pero la amplía para permitir un despliegue más sencillo y autónomo. Un femtocelda UMTS contiene un Nodo B (la estación base propiamente dicha junto con un enlace troncal, normalmente ADSL. Aunque mucha atención se centra en UMTS, el concepto es aplicable a todos los estándares, incluidos GSM, CDMA2000, TD-SCDMA WiMAX y Wi-Fi.
Desde el punto de vista del cliente, una femtocelda ofrece mejoras en la cobertura del servicio móvil y una mejora en la calidad de las llamadas, a un coste de utilización de la infraestructura de acceso de banda ancha del cliente. Desde el punto de vista del operador, la femtocelda permite la liberación de recursos de red y la consiguiente mejora en la calidad de servicio percibida por el cliente, lo que repercute en una disminución de la tasa de cancelación de clientes.
Al redirigir los servicios móviles a través de una red fija de banda ancha, las femtoceldas se convierten en una alternativa para la implementación de convergencia fijo-móvil. La mayoría de sistemas convergentes fijo-móvil requieren un terminal dual que trabaja en bandas no licenciadas con puntos de acceso normalmente ya existentes. Las femtoceldas, por el contrario, no necesitan un terminal dual, pero requieren de un nuevo punto de acceso que trabaja en espectro licenciado.

## Despliegue
Según la firma de estudios de mercado Informa y el Femto Forum, a diciembre de 2010, 18 operadores han lanzado servicios comerciales de femtoceldas, con un total de 30 comprometidos con el despliegue.
A finales de 2011, los envíos de femtoceldas habían llegado a unos 2 millones de unidades implantadas cada año, y se espera que el mercado crezca rápidamente con distintos segmentos de consumidores, empresas, y los despliegues de femtoceldas carrier-grade. Se estima que los embarques de femtoceldas llegaron a casi 2.000.000 a finales de 2010. La firma de investigación Berg Insight estima que los envíos crecerán hasta 12 millones de unidades en todo el mundo en 2014.